# Cala Tortuga
Cala Tortuga, també anomenat Arenal de Morella és una platja de la costa nord-est del municipi de Maó (Menorca).
És una de les petites cales que hi ha dins del territori protegit del Parc Natural de s'Albufera des Grau. És una platja verge d'arena i grava que té tots els elements característics d'una zona agresta amb poques comoditats, però és el lloc perfecte per a les persones que cerquen racons solitaris lluny de les aglomeracions estivals. Terra endins hi trobam una petita zona humida, refugi de diferents espècies d'avifauna. És una platja verge i el seu accés és exclusivament marítim o per a vianants.